# Nowoświecka
Nowoświecka – jurydyka duchowna założona w 1659 roku przez warszawską kapitułę kolegiacką.

## Opis
Jurydyka została utworzona w 1659 roku na terenie Kałęczyna. Powstała ona częściowo na terenie założonej w 1539 jurydyki należącej do Szpitala św. Ducha, nazywanej Szpitalną. Jurydyka ta została założona na dwóch włókach ziemi zakupionej dla szpitala przez Annę Fiodorównę w połowie XV wieku.
Nazwa Nowowiecka została przejęta od wcześniej istniejącej nazwy przedmieścia, a następnie ulicy Warszawy.
Jurydyka miała silnie wydłużony kształt. Zajmowała obszar po wschodniej stronie obecnej ulicy Nowy Świat, między obecnymi ulicami: Ordynacką a Tamką, po obu stronach obecnej ulicy Wróblej, a także kilka posesji na wąskiej roli między obecnymi ulicami Warecką (według innego źródła − Złotą) i Sienną, biegnącej na zachód od ulicy Nowy Świat do granicy wsi Wielka Wola (do obecnej ulicy Karolkowej). Powierzchnia jurydyki, stanowiącej pas ziemi o wymiarach ok. 3 km na ok. 120 metrów, wynosiła ok. 38 hektarów. Jej ratusz znajdował się na posesji pod współczesnym adresem ul. Nowy Świat 47.
W 1725 roku teren między obecnymi ulicami Nowy Świat i Okólnik sprzedano Zamoyskim (powstała tam później jurydyka Ordynacka). Z kolei część terenu w pobliżu placu Wareckiego odstąpiono pod budowę Szpitala Dzieciątka Jezus.
Tak jak pozostałe warszawskie jurydyki, Nowoświecka została zniesiona w 1791 roku przez ustawę – Prawo o miastach, która zaczęła obowiązywać od 1794 roku.